# Dendrelaphis nigroserratus
Espèce
Statut de conservation UICN

 LC  : Préoccupation mineure
Dendrelaphis nigroserratus est une espèce de serpents de la famille des Colubridae.

## Répartition
Cette espèce se rencontre dans la province de Tak en Thaïlande et dans la région de Tanintharyi en Birmanie.

## Publication originale
- Vogel, van Rooijen & Hauser, 2012 : A new species of Dendrelaphis Boulenger, 1890 (Squamata: Colubridae) from Thailand and Myanmar. Zootaxa, n. 3392, p. 35–46.